# Empire Awards
L'Empire Award è un riconoscimento cinematografico annuale, sponsorizzato dalla società britannica Sony Ericsson fino al 2008, e dalla Jameson dal 2009.
Ha avuto origine nel 1996 su decisione della più importante rivista cinematografica inglese, Empire, che ha sede a Londra. I premi sono, per questo, decisi dai lettori del giornale, che possono liberamente esprimere un loro voto. Dal 2019 la cerimonia non si è più tenuta, per motivi mai chiariti.

## Categorie di premi

### Premi attuali
- Miglior film (Best Film) (1996-attuale)
- Miglior film britannico (Best British Film), (1996-attuale)
- Miglior attore (Best Actor) (1996-attuale)
- Miglior attrice (Best Actress) (1996-attuale)
- Miglior regista (Best Director) (1996-attuale)
- Miglior thriller (Best Thriller) (2006-attuale)
- Miglior sci-fi/fantasy (Best Best Sci-Fi/Fantasy) (2006-attuale)
- Miglior commedia (Best Comedy) (2006-attuale)
- Miglior horror (Best Horror) (2006-attuale)
- Fatto in 60 secondi (Done In 60 Seconds films) (2008-attuale)
- Miglior colonna sonora (Best Soundtrack) (2008-2009, 2016-attuale)
- Miglior debutto maschile (Best Male Newcomer) (2012-attuale)
- Miglior debutto femminile (Best Female Newcomer) (2012-attuale)
- Miglior film d'animazione (Best Animated Film) (2016-attuale)
- Miglior documentario (Best Documentary) (2016-attuale)
- Miglior sceneggiatura (Best Screenplay) (2016-attuale)
- Migliori costumi (Best Costume Design) (2016-attuale)
- Miglior trucco e acconciatura (Best Make-Up and Hairstyling) (2016-attuale)
- Migliori effetti visivi (Best Visual Effects) (2016-attuale)
- Miglior scenografia (Best Production Design) (2016-attuale)
- Miglior cortometraggio (Best Short Film) (2016-attuale)
- Miglior serie televisiva (Best TV Series) (2016-attuale)
- Miglior videogioco (Best Video Game) (2016-attuale)

### Premi ritirati
- Miglior attore britannico (Best British Actor), (1996-2005)
- Miglior attrice britannica (Best British Actress) (1996-2005)
- Miglior regista britannico (Best British Director) (1997-2001, 2005)
- Miglior scena (Scene of the Year) (2003-2007)
- Miglior debutto (Best Newcomer) (2006-2011)
- L'arte del 3D (The Art of 3D) (2012-2013)

## Premi onorari

### Premi onorari attuali
- Hero Award (2010-attuale)
- Inspiration Award (1997-attuale)
- Legend Award (2013-attuale)
- Icon Award (2006-attuale)
- Special Honorary Awards:
  - Icon of the Decade (2005)
  - Actor Of Our Lifetime (2009)
  - Heath Ledger Tribute (2009)
  - Action Hero of Our Lifetime (2014)
  - Legend of Our Lifetime (2014)

### Premi onorari ritirati
- Contribution to Cinema Award (2000)
- Outstanding Contribution to British Cinema Award (2005-2006; 2008-2010; 2013)
- Independent Spirit Award (2002-2005)
- Lifetime Achievement Award (1996-2004; 2006)
- Movie Masterpiece Award (1999-2000)